# Moïse Kandé
Moïse Kandé (Dakar, 1º agosto 1978) è un ex calciatore mauritano, di ruolo centrocampista.

## Carriera
Ha giocato in Francia e a Cipro.